# إد سبرينكل
إد سبرينكل (بالإنجليزية: Ed Sprinkle)‏ (و. 1923 – 2014 م) هو لاعب كرة قدم أمريكية أمريكي، ولد في تكساس، مركز لعبه هو حارس ‏، توفي في بالوس هايتس، عن عمر يناهز 91 عاماً.

## التعليم
تعلم في Jim Ned High School ‏
.

## روابط خارجية
- إد سبرينكل على موقع مرجع كرة القدم المحترفة.كوم (الإنجليزية)